# 블랙래인
Blacklane(한국어: 블랙래인)은 독일 베를린에 본사를 둔 스타트업 기업으로, 프로페셔널 드라이버 서비스를 제공한다. Blacklane의 서비스는 스마트폰 애플리케이션 혹은 홈페이지에서 예약 가능하며, 제공하는 서비스는 모두 예약제로 실시된다. Blacklane은 직접 차량을 소유하고 있진 않지만, 합법적인 라이센스를 보유하고 있는 현지 기업들과의 협업으로 전세계 50여개국 180여개의 도시에서 서비스를 합법적으로 제공하고 있다.

## 역사
Blacklane은 얜스 볼토프 박사(독일어: Dr. Jens Wohltorf)와 프랑크 슈토야(독일어:Frank Steuer)에 의해 2011년 독일 베를린에서 설립되었고, RI Digital Ventures, B-to-V Partners, 88 Investments GmbH, Car4you와 같은 기업들로부터 투자를 받아 2012년 6월 공식 출범하였다.
2013년 8월부터 12월까지 5개월 동안 Blacklane은 100여개의 도시에 서비스를 런칭하였고, 이는 서비스를 45개 국가, 130여개 도시로 확장시켰다. 2013년 12월, 독일의 자동차 제조그룹 다임러 AG(독일어: Daimler AG)로부터 약 1000만 유로의 투자를 받은 바 있으며, 당시 Blacklane의 기업가치는 약 6000만 유로로 추정된다.
2015년 3월, 여행 산업 관련 IT 기술을 제공하는 글로벌 그룹 아마데우스(영어:Amadeus)와 최초로 택시 및 운송 솔루션 서비스를 제공하는 파트너가 되었고, 현재 Blacklane은 50여개국 186개의 도시에서 서비스를 제공하고 있다.

## 수상 경력
2015년 3월, Tech5 Awards에서 Blacklane은 ‘독일에서 가장 빠르게 성장하는 테크 스타트업 기업’으로 선정된 바 있으며, 2015년 4월 The Next Web Conference에서는 ‘유럽에서 가장 빠르게 성장하는 스타트업 기업’의 후보로 선정되었다. 또한, 2015년 9월 WIRED UK에서 선정한 '유럽에서 가장 핫한 스타트업 기업 100"에 선정되었다.